# William Dupree
William Francis Dupree, né le 7 juin 1909 à Saranac Lake et mort le 25 février 1955 à Bound Brook, est un bobeur américain.

## Carrière
Il remporte la médaille de bronze de bob à quatre aux Jeux olympiques d'hiver de 1948 à Saint-Moritz. Il est ensuite médaillé d'argent de bob à quatre aux Championnats du monde en 1937.

## Palmarès

### Jeux Olympiques
- : médaillé de bronze en bob à 4 aux JO 1948.

### Championnats du monde
- : médaillé de bronze en bob à 4 aux championnats du monde de 1937.